# Eleccions legislatives estonianes de 2003
Les eleccions legislatives estonianes de 2003 se celebraren el 2 de març de 2003 per a renovar els 101 membres del Riigikogu. El partit més votat fou el Partit del Centre Estonià però es formà un govern de coalició encapçalat pel Partit Res Pública, i el seu cap Juhan Parts fou nomenat primer ministre d'Estònia en un govern de coalició.

## Resultats
|                            |                                                                                           |         |         |          |     |
| Partits                    | Partits                                                                                   | Vots    | %       | Escons   | +/- |
|                            | Partit de Centre Estonià (Eesti Keskerakond)                                              | 125,709 | 25,40%  | 28 / 101 | =   |
|                            | Unió per la República - Res Pública (Ühendus Vabariigi Eest - Res Publica)                | 121.856 | 24,62%  | 28 / 101 | Nou |
|                            | Partit Reformista Estonià (Eesti Reformierakond)                                          | 87.551  | 17,69%  | 19 / 101 | 1   |
|                            | Unió del Poble Estonià (Eestimaa Rahvaliit)                                               | 64.463  | 13,02%  | 13 / 101 | 6   |
|                            | Unió Pro Pàtria (Erakond Isamaaliit)                                                      | 36.169  | 7,31%   | 7 / 101  | 11  |
|                            | Partit Popular Moderat (Rahvaerakond Mõõdukad)                                            | 34.837  | 7,04%   | 6 / 101  | 11  |
|                            | Partit d'Unitat Popular Estoniana (Eestimaa Ühendatud Rahvapartei)                        | 11.113  | 2,24%   | 0 / 101  | 6   |
|                            | Partit Popular Cristià Estonià (Eesti Kristlik Rahvapartei)                               | 5.275   | 1,07%   | 0 / 101  | =   |
|                            | Partit de la Independència Estoniana (Eesti Iseseisvuspartei)                             | 2.705   | 0,55%   | 0 / 101  | Nou |
|                            | Partit Socialdemòcrata dels Treballadors Estonians (Eesti Sotsiaaldemokraatlik Tööpartei) | 2.059   | 0,42%   | 0 / 101  | Nou |
|                            | Partit Rus d'Estònia (Vene Erakond Eestis)                                                | 990     | 0,20%   | 0 / 101  | =   |
|                            | Independents                                                                              | 2.161   | 0,44%   | 0 / 101  | =   |
| Vots vàlids                | Vots vàlids                                                                               | 494.888 | 100,00% | 101      |     |
| Vots nuls                  | Vots nuls                                                                                 | 5.798   |         |          |     |
| Total (participació 58,2%) | Total (participació 58,2%)                                                                | 500.686 |         |          |     |